# BCG-matrisen

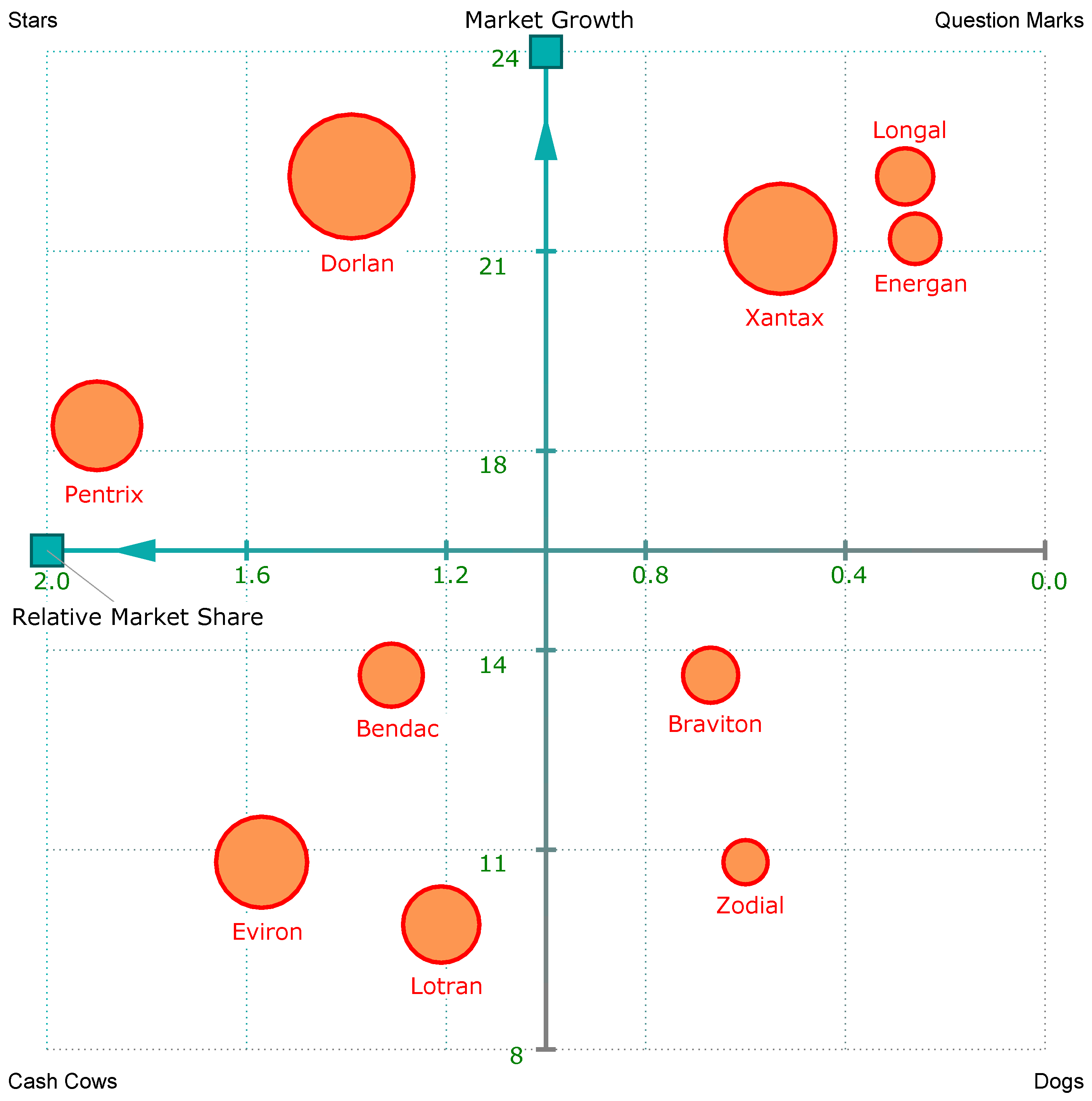
Exempel på BCG-matris.

BCG-matrisen eller Boston-matrisen, (skapad av konsultfirman BCG, Boston Consulting Group), ibland benämnd Tillväxt-marknadsandelsmatrisen (engelska: Growth-share matrix) är en enkel tvådimensionell analys av ett företags produktportfölj eller verksamhetsområden. Relativ marknadsandel ställs mot marknadens tillväxtgrad och fyra olika kategorier kan identifieras:
1. Kassakor (låg tillväxt, hög marknadsandel) kräver låga utvecklingskostnader och ger stora inkomster. Möjliggör stora utdelningar till ägare eller kan bidra till finansiering av andra verksamheter. Strategier för kassakor kan fokusera på sänkta kostnader och ökad kontroll av produktionen snarare än innovation[2].
2. Stjärnor (hög tillväxt, hög marknadsandel) kräver höga utvecklingskostnader, men ger också höga inkomster. Kan med tiden bli kassakor när såväl utvecklingskostnader som marknadens tillväxt avtar.
3. Frågetecken, även wild cats,[2] (hög tillväxt, låg marknadsandel) kräver höga utvecklingskostnader och ger ännu inga höga inkomster. Svårbedömd kategori, som med tiden antingen kan utvecklas till stjärnor eller till hundar.
4. Hundar (låg tillväxt, låg marknadsandel) kräver låga utvecklingskostnader, men ger heller inga stora inkomster. Ligger vanligen på break-even, och tillför egentligen inte företaget någonting. Bör i många fall säljas av för att inte hämma resten av företaget. Hundar kan även göras lönsamma med väl valda investeringar[2].

Modellen innebär att en organisations strategi över tid sannolikt växlar mellan kund- och produktfokus. Modellen kan även ses ur ett branschperspektiv då en branschs utveckling som helhet har betydelse för kategoriseringen.

### Fotnoter
1. ↑  Kotler, Philip; Armstrong, Gary & Parment, Anders (2017). Marknadsföring: teori, strategi och praktik (2). Harlow: Pearson. sid. 36. Libris 21151652. ISBN 9781292211138
2. 1 2 3 4  Curry et al. (2006), s. 251-253